# Orthotylus rossi
Orthotylus rossi är en insektsart som beskrevs av Knight 1941. Orthotylus rossi ingår i släktet Orthotylus och familjen ängsskinnbaggar. Inga underarter finns listade i Catalogue of Life.